# Križančevo Seló-i mészárlás
A Križančevo Seló-i mészárlás 1993. december 22-én történt, a Bosznia középső részén, a Lašva-völgyben található Križančevo Selo faluban, ahol a bosnyák-horvát háború alatt, a Bosznia-Hercegovinai Köztársaság Hadserege (ARBiH) által a Horvát Védelmi Tanács (HVO) állásai ellen elkövetett támadás során legalább 14 horvát hadifogoly és civil vesztette életét.

## Előzmények
Bosznia-Hercegovinában 1993 nagy részét a horvát–bosnyák háború uralta. 1993 januárjában a horvát erők bombázták a lašva-völgyi Gornji Vakufot. A háború Gornji Vakufból január második felében Busovača területére terjedt át. Busovača volt a Lašva-völgy kommunikációs vonalainak fő metszéspontja. Január 26-ig az ARBiH ellenőrzése alá vont több környékbeli falut, köztük Kaćunit és a Busovača–Kiseljak úton fekvő Bilalovacot, így szigetelve el Kiseljakot Busovačától. Kiseljak térségében az ARBiH védte a Kiseljak városától északkeletre fekvő falvakat, de a település nagy része és maga a város is a HVO ellenőrzése alatt maradt. A január-februári vérengzések alatt a horvát nehéztüzérség folyamatosan lőtte a várost. A támadásokban több száz bosnyák civil halt meg, az etnikai tisztogatás alatt 2000 bosnyák halt meg vagy tűnt el. Áprilisban Busovača településen az ARBiH némileg teret nyert, és súlyos veszteségeket okozott a HVO-nak, de a HVO megtartotta Busovača városát és a Busovača és Vitez közötti kaoniki kereszteződést. Az ARBiH-nak nem sikerült a HVO által birtokolt Kiseljak enklávét több kisebb részre vágnia, és Fojnica városát elszigetelni Kiseljaktól. Április 16-án a HVO pusztító támadást intézett a Viteztől keletre fekvő Ahmići falu ellen. Miután a támadó egységek áttörték az ARBiH vonalait és behatoltak a faluba, lemészárolták a falu azon muzulmánjait, akik nem tudtak időben elmenekülni. A Kakanj városában lévő horvát erőket június közepén rohanták le az ARBiH erői, és körülbelül 13–15 000 horvát civil menekült Kiseljakba és Varešba. A kiseljaki enklávéban a HVO támadta Kreševót, de július 3-án elveszítette Fojnicát. Június 24-én kezdődött a žepčei csata, amely június 30-án az ARBiH vereségével végződött. Július végén az ARBiH 15 000 horvátot elűzve elfoglalta Bugojnót. A város futballstadionjában fogolytábort létesítettek, ahová mintegy 800 horvátot zártak. Szeptember elején az ARBiH „Neretva ’93” néven egy 200 km hosszú fronton hadműveletet indított a HVO ellen Hercegovinában és Közép-Boszniában. Ez volt 1993-ban az egyik legnagyobb offenzívájuk. Az ARBiH kiterjesztette területét Jablanicától nyugatra, és ellenőrzése alá vonta a Kelet-Mostar felé vezető utat, míg a HVO megtartotta Prozor és Nyugat-Mostar területét. A szeptember 8-ról 9-re virradó éjszaka az ARBiH a grabovicai mészárlásban legalább 13 horvát civilt ölt meg. A szeptember 14-iki uzdoli vérengzésben 29 horvát civil és egy hadifogoly vesztette életét. Október 23-án a HVO a Stupni Dó-i mészárlásban 37 bosnyákot ölt meg. A mészárlást a HVO az ARBiH-nak a vareši enklávé ellen november elején végrehajtott támadásának megtorlásaként tüntette fel. A horvát civilek és katonák november 3-án elhagyták Varešt, és Kiseljakra menekültek. Az ARBiH másnap behatolt Varešba, amelyet elfoglalása után kifosztottak.

## A támadás
1993 decemberében, a HVO és az ARBiH közötti karácsonyi-újévi fegyverszünet előtt az ARBiH több összehangolt támadást indított a HVO ellen Vitez térségében. December 22-én bosnyák egységek tüzérséggel támogatott gyalogsággal támadtak a HVO állásaira Vitezben, Novi Travnikban és Busovačában, valamint az összes környező településen. Ugyanezen a napon a Dobrosin melletti Uskopal csatatéren a bosnyák hadsereg a Crni vrh magaslat elfoglalásával megszakította a kapcsolatot Uskoplje és Rama között. Folyamatosan ágyúzták Novi Travnikot, Busovačát és Vitezt. Križančevo Selót a Zenica (Preočica – Pochulica – Sivrino Selo) vonalról támadták meg, amely mindössze 1,5 km-re volt az UNPROFOR főhadiszállásától. A támadásban részt vevő egységek az ARBiH 325. hegyi dandár 2. zászlóalja és az El-Mudzsahid különítmény voltak. 1993. december 22-én kora reggel a „Krvavi Badnjak” fedőnevű akcióban az ARBiH egységei áttörték a HVO Vitezi dandár 1. zászlóaljának védelmi vonalát és elfoglalták Križančevo Selót, valamint a közeli Šafradin és Dubravice falvakat. Ezzel elérhető közelségbe kerültek a Vitez – Busovača közúthoz, súlyosan veszélyeztetve Vitez és Lašva-völgy védelmét, melytől Križančevo Selo központja körülbelül 1000 méterre volt.

## A mészárlás
A falu elfoglalása után brutális tömeggyilkosság következett. A bosznia-hercegovinai hadsereg katonái és különösen a mudzsahedek vad dühvel törtek a falura, és mindent és mindenkit megöltek, amivel csak találkoztak, embereket és állatokat egyaránt. Az elfogott HVO-katonák és civilek holttestein lőfegyverek által közelről okozott lőtt sebek, valamint éles és tompa tárgyak, kések, fejszék, macheték, kalapácsok által okozott vágások és zúzódások voltak láthatók. Az UNPROFOR tagjai megpróbáltak bejutni a faluba, de a bosznia-hercegovinai hadsereg katonái rájuk lőttek. Megfenyegették Martin Garrod ECMM nagykövetet is, hogy a bosznia-hercegovinai hadsereg katonái fegyvereiket használják, ha valaki megpróbál bejutni a faluba. Enver Hadžihasanović, az ARBIH 3. hadtest parancsnoka megtiltotta az UNPROFOR-nak és a Nemzetközi Vöröskeresztnek is, hogy a faluba menjenek. Emiatt a megöltek pontos számát és az elfogottak sorsát sokáig nem lehetett tudni. A falu elfoglalása után legalább 12 HVO hadifoglyot és 2 elfogott horvát civilt öltek meg. Más források több tucat halottról tesznek említést, míg egyes források szerint számuk a százat is eléri.
A vérengzés után az ARBiH katonái alaposan kifosztották a falut, majd felgyújtották az összes házat és gazdasági épületet – így a HVO erői, amelyek már 1993. december 23-án kiszorították az ARBiH-ot a faluból, annak helyén csak üszkös romokat találtak. Azon felül, hogy a harcokban 44 horvát katona (a HVO Vitezi dandár 1. zászlóaljának katonái) és civilek (Križančeva Selo helyi lakosai, akik között nők és idősek is voltak) is elestek, legalább harminc HVO katonát is elfogtak. A foglyokat Počulica faluba, majd Zenicába vitték. Miután a bosnyák vezetők eleinte megtiltották az ENSZ megfigyelők belépését, az ENSZ megismételte a kérést és külön kérelmet is megfogalmazott, így csak néhány nap múlva vizsgálhatták meg a HVO meggyilkolt katonáinak holttesteit. A holttestek cseréjét 1994. január 27-re szervezték meg, miután maradványaikat visszavitték a tömegsírba. A megölt horvátok több tömegsírban voltak eltemetve. 28 meggyilkolt, Križančevo Selóból származó horvát holttestét Počulicán találták meg. A támadás után 39 nappal az eltűntek családjainak nyomására a bosnyákok 30 meggyilkolt fogoly holttestét adták át az UNPROFOR-nak és a Nemzetközi Vöröskeresztnek. A holttestek olyan rettenetesen meg voltak csonkítva, számos kegyetlen kínzás nyomával, hogy az azonosítást végző orvos elájult. A maradványokon bántalmazás és testrészek levágásának nyomait figyelték meg.

## A bűnösök felelősségre vonása
Az itt elkövetett háborús bűnökért soha nem indult eljárás a hágai Nemzetközi Törvényszék előtt, de a Kordić és Čerkez ellen indított per tárgyalásán szóba került, hogy a háborús bűn Križančevo Selo-i helyszínét 1994. január 6-án az UNPROFOR vizsgálta. A tanú, Peter Gage Williams brit ezredes, aki akkoriban az UNPROFOR helyi erőinek tagja volt, az ügyész „60-70 horvát halálával Križančevo Selóban” kapcsolatos kérdésére válaszolva elmondta, hogy 1994 januárjában nyomozás indult. A helyszínen 27 holttestet találtak, 9 holttestet pedig exhumáltak, de azt állította, hogy „egyetlen bizonyíték sem volt a tömegmészárlás elméletének megerősítésére”.
A támadást a konfliktus mindkét érintett oldala hivatalosan elismerte, de csak 2018. november 8-án tartóztatott le a bosnyák irányítású SIPA bosnyák szolgálata nyolc bosnyákot – az ARBiH egykori tagjait, akiket Križančevo Selóban – Vitez, Szarajevó és Zenica térségében elkövetett háborús bűnökkel gyanúsítottak meg. Köztük voltak az ARBiH korábbi közép-boszniai tagjai és parancsnokai. Letartóztatták: Ibrahim Purićot, Ibrahim Tarazijat, Nijaz Sivrot, Rušit Nurkovićot, Almir Sarajlićot, Šaćir Omanovićot, Kasim Kavazovićot és Sadik Omanovićot. A bosznia-hercegovinai ügyészség bejelentette, hogy a letartóztatottak a háború alatt a hadifoglyok és polgári lakosság védelméről szóló genfi egyezmények rendelkezéseivel ellentétesen jártak el, háborús bűncselekményt követtek el horvát állampolgárságú áldozatok ellen Križančevo Selo, Šafradina és Dubravica településeken, „ahol 1993. december 22-én legalább 12 foglyot, a HVO korábbi tagjait ölték meg, valamint két civil, horvát állampolgárságú nő brutális meggyilkolását és feldarabolását, valamint kifosztást és vagyonrombolást követtek el.”
A bosznia-hercegovinai bíróság 2019. február 15-én vádat emelt a 325. hegyi dandár parancsnokai ellen „Križančevo selo, Šafradin és Dubravice falvakban a HVO katonái és horvát civilek elleni előre megtervezett és előkészített támadás miatt”. A vád szerint legalább 12 HVO hadifoglyot és két horvát nőt öltek meg, akik nem vettek részt a harcban. Az ügy tárgyalása 2019 áprilisában kezdődött.

## Emlékezete
2010-ben, amikor Ivo Josipović horvát elnök, Vinko Puljić boszniai római katolikus bíboros és Mustafa Cerić bosnyák imám közös látogatást tett az Ahmići mészárlás és a Križančevo Seló-i mészárlás helyszínein, kegyeletüket rótták le az áldozatok emléke előtt.

## Fordítás
- Ez a szócikk részben vagy egészben  a   Križančevo selo massacre című angol Wikipédia-szócikk ezen változatának fordításán alapul.  Az eredeti cikk szerkesztőit annak laptörténete sorolja fel. Ez a jelzés csupán a megfogalmazás eredetét és a szerzői jogokat jelzi, nem szolgál a cikkben szereplő információk forrásmegjelöléseként.
- Ez a szócikk részben vagy egészben  a   Pokolj u Križančevu Selu című horvát Wikipédia-szócikk ezen változatának fordításán alapul.  Az eredeti cikk szerkesztőit annak laptörténete sorolja fel. Ez a jelzés csupán a megfogalmazás eredetét és a szerzői jogokat jelzi, nem szolgál a cikkben szereplő információk forrásmegjelöléseként.